# Petersius conserialis
Petersius conserialis é uma espécie de peixe da família Alestidae.
É endémica da Tanzânia.
Os seus habitats naturais são: rios.